# غليسون
غليسون هو لاعب كرة قدم برازيلي في مركز الوسط، ولد في 28 ديسمبر 1984 في Cruzília ‏ في البرازيل. لعب مع أيل ليماسول ونادي فريبورغنزيه الرياضي ونيا سلاميس فاماغوستا.

## وصلات خارجية
- غليسون على موقع قاعدة بيانات كرة القدم.إي يو (الإنجليزية)
- غليسون على موقع Soccerway.com (الإنجليزية)